# 山田二郎 (登山家)
山田 二郎（やまだ じろう、1923年 - ）は、日本の登山家。

## 経歴
後に陸軍大将、関東軍総司令官となった山田乙三の次男として東京に生まれ、慶應義塾大学経済学部在学中に兄の影響を受けて山岳部で登山を始める。戦時中は、学徒出陣により、兄に続いて陸軍に入隊し、戦車隊に配属された。復員後、1948年に大学を卒業し、配炭公団に勤務した後、飼料会社の創業に関わるなどした。
第一次、第二次マナスル登山隊に参加。
三国商工（後のミクニ）に勤務した。
1960年、慶應ヒマルチュリ登山隊の隊長を務め、田辺寿と原田雅弘のヒマルチュリ (Himalchuli) 初登頂を果たし、その体験を翌年『登頂ヒマルチュリ』として出版した。
1990年から1993年まで、日本山岳会会長を務めた。
1992年の日本山岳会と中国登山協会の合同隊によるナムチャバルワ初登頂の際には、日本山岳会会長として総隊長を務めた。